# Storholmsjö naturreservat
Storholmsjö naturreservat ligger i Föllinge socken, Krokoms kommun, Jämtland. Reservatet som ligger vid Storholmsjö, ovanför sjön Gysen, mellan Föllinge och Skärvången omfattar 286 hektar och bildades år 2003. Stora delar av reservatet består av gammal granskog med hänglavar och vedsvampar. I området finns två fäbodvallar (Holmbodarna och Skjälderbodarna) och i en del av reservatet finns naturtypen blekeområde.